# Phymatopsallus pantherinus
Phymatopsallus pantherinus är en insektsart som först beskrevs av Van Duzee 1917.  Phymatopsallus pantherinus ingår i släktet Phymatopsallus och familjen ängsskinnbaggar. Inga underarter finns listade i Catalogue of Life.